# مصطلحات طبية
المصطلحات الطبية هي اللغة المستخدمة لوصف الجسم البشري بدقة بما في ذلك مكوناته والعمليات والظروف التي تؤثر عليه والإجراءات التي يتم تنفيذها عليه. المصطلحات الطبية تستخدم في مجال الطب.
أمثلة على ذلك:
مصطلح R.I.C.E وهو عبارة عن اختصار لمجموعة تعليمات لعلاج الالتواءات المفصلية والإجهاد.
ومصطلح Trapezius muscle وهو يدل على العضلة الظهرية المثلثية.
وأيضًا Latissimus dorsi muscle ويشير إلى العضلات الظهرية المسطحة.
وتستخدم هذه المصطلحات في مجالي الطب والتمريض.
هذه المقاربة الجهازية لبناء الكلمة والتعبير الإدراكي مبنية على المفاهيم التالية:
1. جذر الكلمة.
2. البادئات.
3. اللواحق.

## 1 جذر الكلمة
هو تعبير مشتق من مصدر لغوي ما كاللغة الإغريقية أو اللاتينية وعادة تصف جزء من أجزاء الجسم.

## 2 البادئات
يمكن إضافتها أمام التعبير لتعديل جذر الكلمة بإضافة معلومات إضافية حول موضع العضو أو عدد أجزائه أو الزمن المتعلق به.

## 3 اللواحق
يتم وصلها إلى نهاية جذر الكلمة لإضافة معنى ما مثل الوضع أو المرض أو العملية أو الإجراء.
وتطبق في عملية إنشاء المصطلحات الطبية قواعد معينة للغة، هذه القواعد هي جزء من حركيات اللغة التي تدعى اللغويات (اللسانيات) وهكذا عندما يتم تكوين التعبير تطبق عليه بعض العمليات المنطقية حيث يطور جذر الكلمة ليحوي صوت لين أو حرف علة يتبع التعبير لإضافة بعض الحركة لصوت الكلمة عند وضع اللاحقة والنتيجة تشكيل تعبير جديد مع صوت لين مرتبط به إذ (جذر الكلمة + حرف العلة) يدعى الصيغة المركبة.
في اللغة الإنكليزية أكثر حرف علة شائع مستخدم في تشكيل الصيغة المركبة هو الحرف -O- المضاف إلى جذر الكلمة.
البادئات عادة لا تحتاج لتعديلات إضافية لتضاف إلى جذر الكلمة لأن البادئة بشكل طبيعي تنتهي بحرف علة أو صوت لين. ومع ذلك هناك بعض الحالات التي يمكن فيها أن تتعدل البادئات بشكل طفيف فمثلًا البادئة -in قد تتغير إلى -im
وكذلك البادئة -syn قد تتغير إلى -sym
تصنف اللواحق إما إلى لاحقة تحتاج إلى صيغة مركبة أو لا تحتاج حيث أنها تبدأ بحرف علة.
إن فك شيفرة المصطلح الطبي هي عملية هامة فعند الحصول على الخبرة في عملية تشكيل وفك شيفرات المصطلحات الطبية تصبح العملية أسهل والمقاربة المرتبطة بهذه الخبرة هي تجزئة الكلمة بتقييم معاني اللواحق أولًا ثم البادئات وأخيرًا جذر الكلمة. وهذا عادة ما يؤدي لنتيجة جيدة بالنسبة للمهنيين من ذوي الخبرة في مجال العناية الصحية.
وعند وجود شك ما يجب أن تكون النتيجة مؤكدة في قاموس المصطلحات الطبية.
إن أي عملية تعلم لأي لغة جديدة كالمصطلحات الطبية مثلًا تصبح أكثر سهولة بتعلم القواعد الأساسية.
أحد المراجع السريعة على شبكة الإنترنت وقاموس محرك البحث حيث يمكن للشخص إدخال التعبير الطبي في مربع الحوار ويبدأ البحث ويوجد أيضًا عدة قواميس طبية على شبكة الإنترنت يمكن اختيار أحد أنواعها. وعندما يحدد التعبير تكون الإجابة مقسمة إلى عدة صيغ أساسية تتضمن الاستخدام العام والاستخدام في مجال الطب أو القانون أو الأعمال أو الأمور الأخرى.
إن استعمال القاموس الطبي أو القاموس الموجود في محرك البحث على شبكة الإنترنت هو أكبر عامل مساعد في تعلم المعنى الدقيق للتعبير الطبي. وعلى أية حال عندما يتم فهم فكرة بناء الكلمة فإن العديد من الكلمات تصبح قابلة للفهم من قبل الطالب الذي يدرس المصطلحات الطبية.

## المناقشة
في عملية فهم وتشكيل جذر الكلمة يحتاج الشخص إلى إدراك أساسي للتعابير واللغة المصدر (الأم) وتدعى دراسة أصول الكلمات بعلم etymology أي علم أصل الكلمة.على سبيل المثال عندما يتم تكوين كلمة لتحديد وضع الكليتين يوجد جذرين أساسيين واحد مصدره اللغة الإغريقية وهو nephr والثاني مصدره اللغة اللاتينية وهو ren.
فمصطلح renalfailure هو مصطلح خاص بالكليتين ويدل على الفشل الكلوي. وكذلك مصطلح nephritis أيضًا خاص بالكليتين ويدل على التهاب الكلية حيث أن اللاحقة itis تشير إلى الالتهاب وكامل الكلمة تحمل معنى التهاب الكليتين.
ولمتابعة فهم كيفية استعمال هذه التعابير يمكن وضع صيغ أخرى كأمثلة:
التعبير supra renal هو تعبير مركب من البادئة supra التي تعني فوق. ثم جذر الكلمة renal والتي تدل على الكلية. ويصبح المعنى الكامل للكلمة هو (واقع فوق الكلية).
أيضًا الكلمة nephrologist تتكون من جذر الكلمة nephro التي تعني الكلية مضافًا إليها اللاحقة ologist- وينتج عن ذلك معنى هو الشخص الذي يدرس الكليتين.
إن جذر الكلمة في المصطلحات الطبية لا يكفي عادة وحده ككلمة تامة المعنى ضمن الجملة وهذا مختلف عن معظم جذور الكلمات في اللغة الإنجليزية القياسية الحديثة.
إن جذر الكلمة الطبي مأخوذ من مصادر لغوية مختلفة لذلك فإنه سيبقى بلا معنى إذا وجد كتعبير منفرد في الجملة الإنجليزية لذلك يجب إضافة اللاحقة أو البادئة لتكوين تعبير طبي قابل للاستخدام. على سبيل المثال التعبير الذي يدل على القلب هو cardiaus وهو مأخوذ من الكلمة الإغريقية kardia. وعند وجود شخص يعاني من مرض متعلق بالقلب فإن الجملة تكون: the patient suffered a kardia event وهي لا تدل على معنى محسوس إلا بإضافة اللاحقة -ac فهذا البيان يجب تعديله حتى يقرأ كالتالي the patient suffered cardiac event. وهو استخدام مقبول للمصطلحات الطبية.
أما في اللغة الإنجليزية القياسية فإن الأمر مختلف حيث تستطيع جذور الكلمات أن تتواجد منفردة في الجملة.
على سبيل المثال كلمة eye هي جذر كلمة في اللغة الإنجليزية وهي تستخدم بدون تعديل في الجملة.
وهناك تحد إضافي لدارس المصطلحات الطبية وهو تكوين الجمع فلجمع الكلمات يجب استخدام قواعد تكوين الجمع الصحيحة كما هو مستخدم في اللغة الأم أو اللغة المصدر. وهذا أصعب مما هو عليه في اللغة الإنكليزية حيث القاعدة هي إضافة s أو es. ولكن لكل من اللغة الإغريقية واللاتينية قواعد مختلفة تطبق عند تكوين الجمع لجذر الكلمة وغالبًا ما يمكن إيجاد تفاصيل كهذه في القاموس الطبي.
عندما يتم استخدام أكثر من جزء من الجسم لتشكيل المصطلح الطبي يتم جمع جذور الكلمات المنفردة مع بعضها باستخدام الشكل المركب المستخدم فيه حرف -O- للدلالة إلى جمع عدة أجزاء مختلفة من الجسم.
على سبيل المثال عندما يكون هناك التهاب في المعدة والأمعاء يجب أن نجمع بين الكلمات (gastro -and enter and -itis) فتصبح الكلمة (gastroenteritis) ففي هذا المثال فإن الوصلة -o- قد بينت الارتباط بين عضوين من أعضاء الجسم.

## المصطلحات الطبية
الأفكار الأساسية وقائمة جذور الكلمات واللواحق والبادئات في المصطلحات الطبية غالبًا ما تستخدم كلمات يتم فيها استعمال البادئات واللواحق في اللغتين اللاتينية والإغريقية القديمة.
إن المعاني وعلم أصل الكلمة في الطب يتم الاطلاع عليها بلغة البادئات واللواحق الأصلية وبشكل أساسي في الإغريقية ولكن أيضًا في اللاتينية توجد الوصلة -o-.
إن جذور الكلمات الطبية يجب أن تجتمع مع بعضها بحسب اللغة أي أن البادئات الاغريقية يجب أن تأتي مع اللواحق الإغريقية والبادئات اللاتينية مع اللواحق اللاتينية ومع أن هذا يعتبر مقبولًا عمليًا لتشكيل كلمات مركبة فهو غير مفضل بقوة لجمع جذور كلمات مختلفة لغويًا
ومن الأمثلة على الاستخدام المقبول للكلمات الطبية بأن نجمع جذور كلمات لغوية مثل كلمة neonatology وهو فرع من طب الأطفال يعنى بدراسة حديثي الولادة
وكلمة quadri plegia أي الشلل الرباعي.

## وصلات خارجية
- Basic Greek and Latin for understanding science and medicine (archived here)
- Medical Etymology Anatomy
- Medical Terminology for Health Care Online
- Medical Terminology Database
- نظام اللغة الطبية الموحدة
- Article describing Convergent Medical Terminology